# Iranian Offshore Oil Company
La Iranian Offshore Oil Company ou IOOC (en persan : شرکت نفت فلات قاره ایران) est l'une des plus importants sociétés d'exploitation du pétrole offshore. Elle alimente 1/3 des exportations de pétrole du pays. Filiale de la National Iranian Oil Company (NIOC), la société nationale du pétrole iranien, IOOC est une société juridiquement indépendante, basée à Téhéran et dont les activités sont concentrées dans le Golfe Persique, et notamment dans la province de Buchehr et sur les îles de Kharg, de Sirri et de Lavan.

## Histoire
Le premier contrat pour l'exploitation et la production de pétrole dans le Golfe Persique est signé en 1951, sous la forme d'un partenariat entre la compagnie nationale iranienne NIOC et AGIP, une entreprise italien. En 1961 la SIRIP, une coentreprise italo-iranienne démarre la production de pétrole sur le champ de Bahregansar. Par la suite d'autres entreprises étrangères telles que AMOCO, ARCO, Murphy Oil, ou encore AGIP mettent en place des dispositifs de coexploitation similaires.
Après la révolution iranienne, l'ensemble des structures juridiques avec des sociétés étrangères sont supprimées, et la Iranian Offshore Oil Company est créée en 1980 pour prendre en charge l'activité. L'objectif du gouvernement islamique est alors d'optimiser la production et d'assurer l'exploitation à long terme des réserves de pétrole et de gaz dans la zone du Golfe persique. Il s'agissait aussi d'exploiter au maximum les champs partagés avec les pays limitrophes, pour éviter l'appropriation des réserves par ces derniers.
Durant la guerre Iran-Irak, les infrastructures de l'IOOC souffrent considérablement des attaques de l'aviation irakien.

## Opérations
Les opérations de la IOOC dans le Golfe Persique sont divisées en 6 districts : Bahregan, Kharg, Sirri, Lavan, Kish and Qeshm.